# Patrick Brontë
Pour les autres membres de la famille, voir Famille Brontë.
Pour les articles homonymes, voir Brontë.
Le Révérend Patrick Brontë [ˈpʰætʃɹɪk ˈbɹɒnteɪ], (17 mars 1777 - 7 juin 1861) est un vicaire et un auteur britannique, ainsi que le père des femmes de lettres Charlotte, Emily et Anne Brontë.
Issu d'une famille irlandaise de dix enfants, d'un milieu paysan très pauvre, il parvient, à force de volonté et de talent, à mener de brillantes études à l'Université de Cambridge. Ses enfants lui sont redevables du climat de curiosité intellectuelle et de culture qu'il sait insuffler à toute la maisonnée.

## Biographie

### Origines
Premier des dix enfants d'Hugh Brunty et d'Eleanor McCrory, il naît à Drumballyroney, dans le comté de Down, en Irlande du Nord.
L'étymologie du patronyme, d'abord Prunty (cf. infra), puis Brunty, dénote des origines celtiques. La famille pourrait descendre du clan irlandais mac Aedh Ó Proinntigh, traduit en anglais par son of Aedh, grandson of Proinnteach (« fils de Aedh, petit-fils de Proinnteach »). Aedh est un prénom masculin dérivé de aodh (« feu »). Proinnteach (the bestower, « celui qui confère, qui donne ») trouve son origine dans un nom désignant une personne généreuse,.
C'est peut-être à l'instigation de Thomas Tighe que Patrick Brunty change son nom en Brontë, lors de son entrée à l'Université de Cambridge, en 1802. On peut penser que la ressemblance de ce nom avec le titre de l'amiral Nelson, duc de Bronte, pour qui Patrick Brontë avait une grande admiration, a joué un rôle dans ce choix.

### Études et vocation
Il est apprenti chez un maréchal-ferrant, en 1789, un marchand de lin et un tisserand, Robert Donald, avant de devenir enseignant en 1798.
C'est un garçon doué qui a fréquenté l'école jusqu'à seize ans. Pour financer ses études, ses parents ont loué un peu plus de deux hectares de terres supplémentaires. Il a ensuite fondé une école dite public — c'est-à-dire, selon la terminologie employée en Grande-Bretagne (et en Irlande), privée — et a travaillé comme précepteur et fait quelques économies. Ce pécule lui permet d'entrer au St John's College de Cambridge. Il est exceptionnel qu'un Irlandais du sud et de souche si humble soit admis dans un collège aussi prestigieux que St John's, égal en notoriété à Trinity College de Cambridge. Normalement, les Irlandais intellectuellement compétents fréquentent le Trinity College de Dublin.
Patrick doit cette admission à ses capacités reconnues par les autorités académiques, et aussi à la recommandation de Thomas Tighe. Juge de paix, fils de parlementaire et demi-frère de deux membres du parlement irlandais. Il vante ses mérites en connaissance de cause, puisque Patrick a supervisé les études de ses enfants pendant quatre ans. De plus, il a vraisemblablement fait étudier à Patrick le latin et le grec, prérequis de l'entrée à Cambridge, peut-être en paiement partiel de son préceptorat. Le jeune Brontë reçoit une sizarship, bourse particulière à l'université, qui supplémente son pécule. Ainsi, il peut étudier les disciplines générales, l'histoire ancienne et moderne, et la théologie de 1802 à 1806, ce qu'il fait avec sérieux, à la différence de nombre de ses condisciples fortunés. Les documents relatifs à sa scolarité subsistent dans les archives de l'université et ils attestent que, de bout en bout, Patrick a reçu la distinction de first class (« première classe »), ce qui correspond au minimum à notre mention « Bien ».
Il obtient son diplôme en 1806, puis est nommé vicaire à Wethersfield, dans l'Essex, où il est ordonné diacre de l'Église d'Angleterre, avant d'accéder à la prêtrise en 1807.
En 1809, il devient vicaire assistant à Wellington, dans le Shropshire et, en 1810, publie son premier poème Pensées de soirée d'hiver dans un journal local, suivi en 1811 d'un recueil de vers moraux, Poèmes de cottage.

### Mariage, naissance et éducation des enfants Brontë
L'année suivante, il est nommé examinateur scolaire à l'Académie wesleyenne de Woodhouse Grove, près de Guiseley, où il rencontre Maria Branwell (1783-1821), avec laquelle il se marie le 29 décembre 1812. Leurs deux premiers enfants, Maria, (1814-1825) et Elizabeth (1815-1825) naissent après le déménagement des Brontë pour aller habiter Hightown, à l'époque où Patrick Brontë est en poste à Hartshead-cum-Clifton. En 1815, ils vont s'installer à Thornton, près de Bradford, où naîtront leurs quatre autres enfants, Charlotte, (1816-1855), Branwell (1817-1848), Emily, (1818-1848) et Anne (1820-1849). Patrick obtient la cure perpétuelle d'Haworth en juin 1819, où il se rend avec sa famille en avril 1820.
Sa belle-sœur Elizabeth Branwell (1776-1842), qui a vécu avec la famille à Thornton en 1815, rejoint la maisonnée en 1821 pour l'aider à élever les enfants et soigner Maria Brontë, qui est au stade terminal d'un cancer. Elle décide de rester à Haworth comme gouvernante de Patrick.
Soucieux de donner une bonne éducation à ses filles, malgré ses moyens financiers limités, il envoie en 1824 les quatre aînées, Maria, Elizabeth, Charlotte et Emily, au pensionnat de Cowan Bridge (Clergy Daughters' School). Malheureusement, l'école est très mal tenue, et les deux filles aînées, ramenées d'urgence au presbytère au vu de leur état de santé alarmant, décèdent quelques semaines après de la tuberculose. Patrick Brontë garde alors ses enfants pour un temps, s'occupant surtout de l'éducation de son fils Branwell, mais contribuant largement à l'éveil intellectuel de ses filles par la lecture et la discussion passionnée des journaux auxquels il est abonné, en particulier le Blackwood's Magazine.
En 1831, il envoie Charlotte à l'excellente école de Miss Wooler, à Roe Head ; Charlotte y enseignera elle-même en 1835, rejointe alors par Emily en tant qu'élève, rapidement remplacée par Anne.
Patrick Brontë est responsable de la construction d'une école du dimanche à Haworth, qui ouvre ses portes en 1832. Il demeure actif pour des causes locales jusqu'à un âge avancé et, entre 1849 et 1850, organise l'action conduisant à l'aménagement d'un réseau d'eau potable pour Haworth, ce qui est effectivement réalisé en 1856.

### Après la mort des enfants
Après la mort de sa dernière fille survivante, Charlotte, neuf mois après le mariage de celle-ci avec Arthur Bell Nicholls, il collabore avec Elizabeth Gaskell à une biographie de sa fille et, avec son gendre qui écrit une préface, à la publication à titre posthume du premier roman de Charlotte, Le Professeur, en 1857.
Patrick Brontë, qui survit à toute sa famille, décède six années après la mort de Charlotte, à 84 ans, après avoir subi deux AVC (strokes) sans graves séquelles, souvent cloîtré dans son bureau où il prend depuis toujours ses repas, penché sur sa Bible et son Book of Prayers, (« Bréviaire »). Jusqu'à son dernier souffle, il est aidé par son gendre, le Révérend Arthur Bell Nicholls, vicaire (« curate ») de la paroisse, qui retourne après sa mort s'installer, après avoir quitté les ordres, dans son Irlande natale à Banagher, accompagné de Martha Brown qui reste à son service (celle-ci meurt à Haworth lors d'une visite à sa famille, et est donc enterrée au cimetière jouxtant l'église et le presbytère).

## Personnalité

### Apparence
Selon Elizabeth Gaskell, Patrick Brontë, comme ses frères et sœurs, est d'une beauté frappante : même à un âge avancé, il conserve une grande prestance, très droit, avec un visage plein de caractère.
C'est un admirateur passionné de Wellington, le vainqueur de Waterloo, au point d'enrouler autour de son cou, comme son héros, une large cravate blanche qui ne cesse de s'allonger et finit par lui couvrir le menton. La mode en est tout à fait passée de son temps, mais il ne l'abandonnera jamais sous le prétexte qu'il a la gorge fragile.

### Caractère
Elizabeth Gaskell, première biographe de Charlotte à la demande de Patrick, le décrit, suivant l'archétype du pasteur anglican, comme plutôt inflexible, rigide, hypocondriaque et misanthrope, description reprise depuis par certains auteurs. Elle évoque en particulier au travers de deux anecdotes l'attitude rigoriste de Patrick Brontë envers tout ce qui peut induire chez les siens un amour coupable de la toilette, puisqu'il jette au feu des bottines de cuir qu'on avait offertes à ses enfants, et réduit en lambeaux une robe de soie que sa femme a oublié de garder sous clé (cette dernière anecdote est généralement considérée aujourd'hui comme apocryphe).
Patrick Brontë se dépeint lui-même dans une lettre qu'il écrit en 1855 à Elizabeth Gaskell, au sujet de la biographie de Charlotte :

« Je n'ai absolument aucune objection à ce que vous me décriviez comme UN PEU excentrique, puisque vous-même et vos savants amis souhaitez qu'il en soit ainsi ; seulement, ne m'attaquez pas en me présentant comme un furieux brûlant le tapis de cheminée, coupant à la scie le dos des chaises, et déchirant les robes de soie de ma femme... Si j'avais fait partie des hommes calmes, dans la MOYENNE, de ce monde, je ne serais pas celui que je suis aujourd'hui, et, selon toutes probabilités, je n'aurais jamais eu d'enfants tels que les miens l'ont été. »

En fait, Patrick, tout excentrique qu'il paraît (il ne se couche jamais sans deux pistolets chargés, pour se protéger des rôdeurs semble-t-il, qu'il vide à son réveil, par prudence, en tirant de sa fenêtre sur le clocher de son église, sur lequel les impacts sont toujours visibles, habitude prise après la révolte sociale dite des Luddites), serait plutôt, comme l'a montré Juliet Barker, dans The Brontës, 1995, à l'opposé de cette image : ouvert, intelligent, généreux comme tous les Branwell-Brontë, aimant profondément ses enfants. Il les encourage à écrire, lire, courir la lande ou rêver. Après le tragique épisode de Cowan Bridge (l'école insalubre d'où Maria et Elizabeth ne rentrent que pour mourir de la tuberculose), il fait revenir ses filles au presbytère de Haworth où se poursuit leur éducation.